# Persone di nome Antonino
| Questa pagina contiene informazioni ricavate automaticamente dalle voci biografiche con l'ausilio del template Bio e di un bot. L'aggiornamento è periodico e automatico e ricostruisce completamente la pagina. Se manca una persona in questa lista, sei pregato di non aggiungerla, ma accertati piuttosto che la sua voce biografica contenga il template Bio e che i dati anagrafici siano correttamente compilati. Se il template Bio manca, inseriscilo tu stesso o, in alternativa, metti l'avviso {{tmp\|Bio}} che ne segnala la mancanza. Se i dati riportati sono sbagliati, correggi direttamente la voce biografica; le modifiche saranno visibili in questa lista entro pochi giorni. Per chiarimenti vedi il progetto antroponimi. La lista contiene solo le 268 persone che sono citate nell'enciclopedia e per le quali è stato implementato correttamente il template Bio. Pagina aggiornata al 6 ago 2025. |

Questa è una lista di persone presenti nell'enciclopedia che hanno il nome Antonino, suddivise per attività principale.

## Abati(1)
- Antonino di Sorrento, abate e santo italiano (Campagna - Sorrento, † 625)

## Allenatori di calcio(4)
- Antonino Asta, allenatore di calcio e ex calciatore italiano (Alcamo, n. 1970)
- Antonino Barraco, allenatore di calcio e ex calciatore italiano (Marsala, n. 1964)
- Antonio Criscimanni, allenatore di calcio e ex calciatore italiano (Roma, n. 1957)
- Antonino Praticò, allenatore di calcio e ex calciatore italiano (Melito di Porto Salvo, n. 1966)

## Allenatori di hockey su ghiaccio(1)
- Tony Tuzzolino, allenatore di hockey su ghiaccio e ex hockeista su ghiaccio statunitense (Buffalo, n. 1975)

## Allenatori di pallacanestro(1)
- Antonino Interdonato, allenatore di pallacanestro italiano (n. 1961)

## Ambasciatori(1)
- Antonino Maresca, ambasciatore italiano (Napoli, n. 1750 - San Pietroburgo, † 1822)

## Ammiragli(1)
- Antonino Toscano, ammiraglio italiano (Agrigento, n. 1887 - Capo Bon, † 1941)

## Anatomisti(1)
- Antonino Anile, anatomista, letterato e politico italiano (Pizzo, n. 1869 - Raiano, † 1943)

## Antropologi(3)
- Antonino Buttitta, antropologo e politico italiano (Bagheria, n. 1933 - Palermo, † 2017)
- Antonino Colajanni, antropologo italiano (Enna, n. 1942)
- Antonino Uccello, antropologo e poeta italiano (Canicattini Bagni, n. 1922 - Palazzolo Acreide, † 1979)

## Araldisti(1)
- Antonino Mango di Casalgerardo, araldista e storico italiano (Palermo, n. 1876 - Milano, † 1948)

## Archeologi(2)
- Antonino Di Vita, archeologo e funzionario italiano (Chiaramonte Gulfi, n. 1926 - Roma, † 2011)
- Antonino Salinas, archeologo e numismatico italiano (Palermo, n. 1841 - Roma, † 1914)

## Architetti(4)
- Antonino Battaglia, architetto italiano (Catania - Catania)
- Antonio Bindelli, architetto italiano (Perugia, n. 1899 - Perugia, † 1985)
- Antonino Gentile, architetto italiano (Palermo, n. 1790 - Catania, † 1834)
- Antonino Liberi, architetto e ingegnere italiano (Spoltore, n. 1855 - Roma, † 1933)

## Arcivescovi(1)
- Antonino di Milano, arcivescovo e santo italiano (Milano, † 661)

## Arcivescovi cattolici(2)
- Antonino Arata, arcivescovo cattolico italiano (Piacenza, n. 1883 - Grottaferrata, † 1948)
- Antonino Pinci, arcivescovo cattolico italiano (Cave, n. 1912 - Roma, † 1987)

## Artisti(1)
- Antonino Bove, artista italiano (Borgetto, n. 1945)

## Attivisti(1)
- Antonino Drago, pacifista e fisico italiano (Rimini, n. 1938)

## Attori(5)
- Ninni Bruschetta, attore e scrittore italiano (Messina, n. 1962)
- Nino D'Agata, attore e doppiatore italiano (Catania, n. 1955 - Roma, † 2021)
- Antonino Iuorio, attore e regista teatrale italiano (Napoli, n. 1963)
- Antonino Miele, attore, regista teatrale e drammaturgo italiano (Niebern Hall, n. 1967)
- Nino Scardina, attore e doppiatore italiano (Palermo, n. 1936)

## Avvocati(3)
- Antonino Callari, avvocato e politico italiano (Crotone, n. 1882 - Taranto, † 1940)
- Antonino Lo Presti, avvocato e politico italiano (Palermo, n. 1954)
- Antonino Martino, avvocato e politico italiano (Messina, n. 1855 - Messina, † 1935)

## Botanici(3)
- Antonino Bivona Bernardi, botanico italiano (Messina, n. 1770 - Palermo, † 1837)
- Antonino Borzì, botanico e micologo italiano (Castroreale, n. 1852 - Lucca, † 1921)
- Antonino De Leo, botanico italiano (Acireale, n. 1906 - Palermo, † 1971)

## Calciatori(11)
- Antonino Barillà, calciatore italiano (Reggio Calabria, n. 1988)
- Antonino Bonvissuto, ex calciatore italiano (Palermo, n. 1985)
- Antonino Cantone, ex calciatore italiano (Catania, n. 1953)
- Antonino D'Agostino, calciatore italiano (Torino, n. 1978)
- Antonino Fiorile, calciatore italiano (Apice, n. 1946 - Sorrento, † 2024)
- Antonino Gallo, calciatore italiano (Palermo, n. 2000)
- Antonino Gerbaudo, ex calciatore italiano (Narzole, n. 1937)
- Antonino La Gumina, calciatore italiano (Palermo, n. 1996)
- Antonino Pietta, calciatore italiano (Orzinuovi, n. 1925)
- Antonino Ragusa, calciatore italiano (Messina, n. 1990)
- Antonino Trapani, ex calciatore italiano (Palermo, n. 1952)

## Cantanti(1)
- Antonino Spadaccino, cantante italiano (Foggia, n. 1983)

## Cantautori(2)
- Brigantony, cantautore italiano (Catania, n. 1948 - Catania, † 2022)
- Tony Colombo, cantautore italiano (Palermo, n. 1986)

## Cardinali(1)
- Antonino Sersale, cardinale e arcivescovo cattolico italiano (Sorrento, n. 1702 - Napoli, † 1775)

## Cestisti(1)
- Antonino Sabatino, cestista italiano (Caserta, n. 2000)

## Chimici(1)
- Antonino Recca, chimico italiano (Catania, n. 1949 - Catania, † 2024)

## Chirurghi(1)
- Antonino Spinelli, chirurgo e politico italiano (Catona, n. 1901 - † 1985)

## Ciclisti su strada(2)
- Antonino Catalano, ciclista su strada italiano (Palermo, n. 1932 - Misilmeri, † 1987)
- Antonino Parrinello, ex ciclista su strada italiano (Castelvetrano, n. 1988)

## Comici(1)
- Nino Frassica, comico, attore e conduttore radiofonico italiano (Messina, n. 1950)

## Compositori(5)
- Tonj Acquaviva, compositore, cantautore e arrangiatore italiano (Palermo, n. 1963 - Montpellier, † 2024)
- Antonino Biffi, compositore e contraltista italiano (Venezia, n. 1666 - Venezia, † 1733)
- Antonino Gandolfo Brancaleone, compositore italiano (Catania, n. 1820 - Catania, † 1888)
- Antonino Palminteri, compositore e direttore d'orchestra italiano (Menfi, n. 1846 - Pracchia, † 1915)
- Antonio Scontrino, compositore e contrabbassista italiano (Trapani, n. 1850 - Firenze, † 1922)

## Cuochi(1)
- Antonino Cannavacciuolo, cuoco, personaggio televisivo e imprenditore italiano (Vico Equense, n. 1975)

## Danzatori(1)
- Antonino Sutera, danzatore italiano (n. 1981)

## Direttori d'orchestra(2)
- Antonino Fogliani, direttore d'orchestra italiano (Messina, n. 1976)
- Antonino Votto, direttore d'orchestra e pianista italiano (Piacenza, n. 1896 - Milano, † 1985)

## Direttori della fotografia(1)
- Tonino Delli Colli, direttore della fotografia italiano (Roma, n. 1921 - Roma, † 2005)

## Dirigenti sportivi(2)
- Antonino Bernardini, dirigente sportivo, allenatore di calcio e ex calciatore italiano (Roma, n. 1974)
- Antonino Imborgia, dirigente sportivo e ex calciatore italiano (Palermo, n. 1958)

## Disc jockey(1)
- Angemi, disc jockey, compositore e produttore discografico italiano (Catania, n. 1996)

## Doppiatori(1)
- Tonino Accolla, doppiatore, direttore del doppiaggio e dialoghista italiano (Siracusa, n. 1949 - Roma, † 2013)

## Drammaturghi(1)
- Antonino Russo Giusti, drammaturgo italiano (Catania, n. 1876 - Belpasso, † 1957)

## Economisti(1)
- Antonino Occhiuto, economista italiano (Napoli, n. 1912 - Passo Corese, † 2005)

## Editori(1)
- Antonino Giuffrè, editore italiano (Naso, n. 1902 - Milano, † 1964)

## Filantropi(1)
- Antonino Ferrarotto, filantropo e politico italiano (Catania, n. 1834 - Catania, † 1920)

## Filologi(1)
- Antonino Puliatti, filologo, presbitero e letterato italiano (Savoca, n. 1725 - Savoca)

## Filosofi(2)
- Antonino, filosofo greco antico
- Antonino Pennisi, filosofo e linguista italiano (Catania, n. 1954)

## Fisici(2)
- Antonino Lo Surdo, fisico italiano (Siracusa, n. 1880 - Roma, † 1949)
- Antonino Zichichi, fisico e divulgatore scientifico italiano (Trapani, n. 1929)

## Fumettisti(1)
- Nino Cannata, fumettista e giornalista italiano (Catania, n. 1929 - Milano, † 2016)

## Generali(5)
- Antonino Cascino, generale italiano (Piazza Armerina, n. 1862 - Quisca, † 1917)
- Giovanni Corrao, generale, patriota e rivoluzionario italiano (Palermo, n. 1822 - Palermo, † 1863)
- Antonino Di Giorgio, generale e politico italiano (San Fratello, n. 1867 - Palermo, † 1932)
- Antonino Faà di Bruno, generale, attore e nobile italiano (Londra, n. 1911 - Alessandria, † 1981)
- Antonino Maggiore, generale italiano (Cormons, n. 1960)

## Giocatori di bowling(1)
- Antonino Fiorentino, giocatore di bowling italiano (Salerno, n. 1996)

## Giocatori di calcio a 5(1)
- Antonino Martino, giocatore di calcio a 5 italiano (Reggio Calabria, n. 1987)

## Giornalisti(7)
- Antonino Calarco, giornalista e politico italiano (Messina, n. 1932 - Messina, † 2020)
- Antonino Fava, giornalista e politico italiano (Reggio Calabria, n. 1939)
- Nino Milazzo, giornalista italiano (Biancavilla, n. 1930 - Catania, † 2021)
- Antonino Monteleone, giornalista e conduttore televisivo italiano (Reggio Calabria, n. 1985)
- Tonino Raffa, giornalista italiano (Reggio Calabria, n. 1946)
- Nino Rizzo Nervo, giornalista italiano (Messina, n. 1953)
- Antonino Trizzino, giornalista e militare italiano (Bivona, n. 1899 - † 1973)

## Giuristi(3)
- Antonino Crescimanno, giurista italiano (Palermo - Palermo, † 1812)
- Antonino De Stefano, giurista e magistrato italiano (Napoli, n. 1918 - Roma, † 1985)
- Antonino Tringali Casanuova, giurista e politico italiano (Cecina, n. 1888 - Cremona, † 1943)

## Imprenditori(3)
- Antonino Castiglione, imprenditore italiano (Trapani, n. 1908 - Erice, † 1987)
- Antonino Polifroni, imprenditore italiano (n. 1947 - Varapodio, † 1996)
- Antonino Pulvirenti, imprenditore e dirigente sportivo italiano (Catania, n. 1962)

## Ingegneri(2)
- Antonino Calabretta, ingegnere navale italiano (Riposto, n. 1855 - † 1936)
- Antonio Parano, ingegnere italiano (Roma, n. 1904 - † 1952)

## Lessicografi(1)
- Antonino Traina, lessicografo, filologo e scrittore italiano (Palermo)

## Lottatori(1)
- Antonino Caltabiano, ex lottatore italiano (Catania, n. 1955)

## Mafiosi(12)
- Tony Accardo, mafioso statunitense (Chicago, n. 1906 - Chicago, † 1992)
- Antonino Calderone, mafioso e collaboratore di giustizia italiano (Catania, n. 1935 - † 2013)
- Antonino Cinà, mafioso italiano (Palermo, n. 1945)
- Nenè Geraci, mafioso italiano (Partinico, n. 1917 - Partinico, † 2007)
- Antonino Gioè, mafioso italiano (Altofonte, n. 1948 - Roma, † 1993)
- Nino Giuffrè, mafioso e collaboratore di giustizia italiano (Caccamo, n. 1945)
- Antonino Lo Giudice, mafioso e collaboratore di giustizia italiano (Reggio Calabria, n. 1969)
- Antonino Lombardo, mafioso italiano (Galati Mamertino, n. 1891 - Chicago, † 1928)
- Antonino Madonia, mafioso italiano (Palermo, n. 1952)
- Antonino Mandalà, mafioso e politico italiano (Villabate, n. 1939)
- Antonino Matranga, mafioso italiano (Palermo, n. 1905 - Milano, † 1970)
- Antonino Rotolo, mafioso italiano (Palermo, n. 1946)

## Magistrati(11)
- Antonino Abrami, magistrato italiano (Roma, n. 1949)
- Antonino Caponnetto, magistrato italiano (Caltanissetta, n. 1920 - Firenze, † 2002)
- Nino Di Matteo, magistrato italiano (Palermo, n. 1961)
- Antonino Fiocca, magistrato e politico italiano (Carovilli, n. 1835 - Roma, † 1914)
- Antonino Intelisano, magistrato italiano (Sambuca di Sicilia, n. 1943)
- Antonino Meli, magistrato italiano (Collesano, n. 1920 - Collesano, † 2014)
- Antonino Papaldo, magistrato italiano (Pedara, n. 1899 - Roma, † 1997)
- Antonino Repaci, magistrato e scrittore italiano (Torino, n. 1910 - Torino, † 2005)
- Antonino Saetta, magistrato italiano (Canicattì, n. 1922 - Caltanissetta, † 1988)
- Antonino Sangiorgi, magistrato, avvocato e politico italiano (Corleone, n. 1831 - Palermo, † 1899)
- Antonino Scopelliti, magistrato italiano (Campo Calabro, n. 1935 - Villa San Giovanni, † 1991)

## Maratoneti(1)
- Antonino Mangano, ex maratoneta e mezzofondista italiano (Barcellona Pozzo di Gotto, n. 1950)

## Medici(6)
- Antonino Brusca, medico e politico italiano (Palermo, n. 1923 - Torino, † 2003)
- Antonino D'Antona, medico e politico italiano (Riesi, n. 1842 - Napoli, † 1913)
- Antonino Francaviglia, medico italiano (Catania, n. 1902 - Catania, † 1982)
- Antonino Mistretta, medico italiano (Mussomeli, n. 1929 - Catania, † 2002)
- Antonino Monteleone, medico e politico italiano (Antonimina, n. 1939)
- Antonino Sciascia, medico e scienziato italiano (Canicattì, n. 1839 - † 1925)

## Medievisti(1)
- Antonino De Stefano, medievista italiano (Vita, n. 1880 - Palermo, † 1964)

## Militari(7)
- Antonino Alessi, militare italiano (Messina, n. 1912 - Cianghi Mariam-Mendida, † 1938)
- Antonino di Piacenza, militare romano (Travo, † 303)
- Antonino Cuttitta, militare e politico italiano (Mezzojuso, n. 1893 - † 1978)
- Antonino Fazio, militare italiano (San Filippo del Mela, n. 1893 - Messina, † 1951)
- Antonino Franzoni, militare italiano (Monreale, n. 1892 - Amba Araclam, † 1936)
- Antonino Rubino, militare italiano (Marsala, n. 1961 - Caloveto, † 1992)
- Antonino Siligato, militare e partigiano italiano (Limina, n. 1920 - Codolo, † 1945)

## Missionari(1)
- Antonino Ventimiglia, missionario italiano (Palermo, n. 1642 - Borneo, † 1693)

## Monaci cristiani(1)
- Antonino da Randazzo, monaco cristiano italiano (Randazzo - Tropea, † 1632)

## Musicisti(1)
- Antonino Riccardo Luciani, musicista, direttore d'orchestra e compositore italiano (Palermo, n. 1931 - Firenze, † 2020)

## Pallavolisti(1)
- Antonio Ferraro, pallavolista italiano (Lamezia Terme, n. 1973)

## Patrioti(1)
- Antonino De Leo, patriota italiano (Messina, n. 1843 - Messina, † 1908)

## Pedagogisti(1)
- Antonino Sammartano, pedagogista e funzionario italiano (Mazara del Vallo, n. 1897 - Mazara del Vallo, † 1986)

## Pediatri(1)
- Antonino Longo, pediatra italiano (Nicolosi, n. 1874 - Catania, † 1943)

## Pianisti(1)
- Eliodoro Sollima, pianista e compositore italiano (Marsala, n. 1926 - Palermo, † 2000)

## Piloti automobilistici(1)
- Nino Vaccarella, pilota automobilistico italiano (Palermo, n. 1933 - Palermo, † 2021)

## Piloti motociclistici(1)
- Alessio Palumbo, pilota motociclistico italiano (Catania, n. 1985)

## Pittori(11)
- Antonino Alberti, pittore italiano (Messina, n. 1600 - † 1649)
- Antonino Bonaccorsi, pittore italiano (Acireale, n. 1827 - Acireale, † 1897)
- Antonino Calcagnadoro, pittore e decoratore italiano (Rieti, n. 1876 - Roma, † 1935)
- Antonino Catalano, pittore italiano (Messina, n. 1585 - Messina, † 1666)
- Antonino Gandolfo, pittore italiano (Catania, n. 1841 - Catania, † 1910)
- Nino Giuffrida, pittore italiano (Catania, n. 1924 - Rosny-sous-Bois, † 2015)
- Antonino Giuffré, pittore italiano († 1543)
- Antonino Leto, pittore italiano (Monreale, n. 1844 - Capri, † 1913)
- Antonino Rocchetti Torres, pittore italiano (Palermo, n. 1851 - † 1934)
- Antonino Sartini, pittore italiano (Crespellano, n. 1889 - Bazzano, † 1954)
- Antonino Spatafora, pittore, architetto e cartografo italiano (Palermo - Termini Imerese, † 1613)

## Poeti(5)
- Antonino Galeani, poeta italiano (Piacenza - † 1649)
- Antonino Lenio, poeta italiano (Salento)
- Antonino Magrì, poeta italiano (Catania, n. 1955)
- Nino Navarra, poeta, scrittore e oratore italiano (Alcamo, n. 1885 - Carso, † 1917)
- Antonino Pino, poeta, zoologo e politico italiano (Barcellona Pozzo di Gotto, n. 1909 - Barcellona Pozzo di Gotto, † 1987)

## Politici(50)
- Antonio Alvano, politico italiano (Enna, n. 1939 - Enna, † 2024)
- Antonino Buttafuoco, politico italiano (Nissoria, n. 1923 - Leonforte, † 2005)
- Antonino Calamo, politico italiano (Cianciana, n. 1928 - Cianciana, † 2021)
- Nuccio Carrara, politico italiano (Militello Rosmarino, n. 1950)
- Antonino Caruso, politico italiano (Milano, n. 1950 - Milano, † 2020)
- Antonino Cuffaro, politico italiano (Sambuca di Sicilia, n. 1932 - Trieste, † 2019)
- Antonino D'Agata, politico italiano (Avola, n. 1882 - † 1947)
- Nino D'Aroma, politico e giornalista italiano (Rocca di Mezzo, n. 1902 - Roma, † 1982)
- Antonino Dante, politico italiano (Castroreale, n. 1909 - † 1963)
- Antonino Drago, politico italiano (Catania, n. 1924 - Savona, † 1998)
- Antonino Foti, politico italiano (Reggio Calabria, n. 1958)
- Antonino Gazzara, politico italiano (Messina, n. 1948)
- Antonino Salvatore Germanà, politico italiano (Messina, n. 1976)
- Antonino Grimaldi di Serravalle, politico e militare italiano (Catania, n. 1871 - Catania, † 1956)
- Antonino Gullo, politico italiano (Messina, n. 1972)
- Antonino Pietro Gullotti, politico italiano (Ucria, n. 1922 - Roma, † 1989)
- Antonino Iaria, politico italiano (Condofuri, n. 1970)
- Antonino La Russa, politico e dirigente d'azienda italiano (Paternò, n. 1913 - Milano, † 2004)
- Antonino Laudicina, politico italiano (Trapani, n. 1948)
- Antonino Macaluso, politico italiano (Palermo, n. 1922 - Palermo, † 2018)
- Antonino Maccarrone, politico italiano (Santa Teresa di Riva, n. 1922 - Pisa, † 1972)
- Antonino Mannino, politico italiano (Carini, n. 1939 - Partinico, † 2022)
- Antonino Minardo, politico italiano (Modica, n. 1978)
- Antonino Mirone, politico e avvocato italiano (Catania, n. 1941)
- Tonino Moscatt, politico italiano (Agrigento, n. 1980)
- Antonino Murmura, politico italiano (Vibo Valentia, n. 1926 - Vibo Valentia, † 2014)
- Antonino Occhipinti, politico italiano (Vittoria, n. 1919 - † 1999)
- Antonino Papalia, politico italiano (Polistena, n. 1924 - Padova, † 1985)
- Antonino Papania, politico italiano (Alcamo, n. 1959)
- Antonino Parlapiano Vella, politico italiano (Ribera, n. 1881 - Ribera, † 1961)
- Antonino Parlapiano, politico italiano (Ribera, n. 1839 - † 1903)
- Antonino Paternò Castello di San Giuliano, politico italiano (Catania, n. 1904 - Rio de Janeiro, † 1989)
- Antonino Paternò del Toscano, politico italiano (Catania, n. 1827 - Napoli, † 1893)
- Antonino Paternò Castello, marchese di San Giuliano, politico e diplomatico italiano (Catania, n. 1852 - Roma, † 1914)
- Antonino Perrone, politico italiano (Milano, n. 1924 - † 1994)
- Antonino Piscitello, politico italiano (Santo Stefano di Camastra, n. 1926 - † 1978)
- Antonino Plutino, politico, patriota e militare italiano (Reggio Calabria, n. 1811 - Roma, † 1872)
- Antonio Ramirez, politico italiano (Palermo, n. 1899 - † 1969)
- Antonino Rizzo, politico italiano (Nicosia, n. 1929 - † 2002)
- Tonino Russo, politico italiano (Monreale, n. 1971)
- Antonino Saitta, politico italiano (Raddusa, n. 1950)
- Antonino Scaini, politico italiano (Pordenone, n. 1915 - † 1991)
- Antonino Senese, politico italiano (Curinga, n. 1930)
- Antonino Solarino, politico italiano (Ispica, n. 1961)
- Nino Strano, politico italiano (Catania, n. 1950 - Catania, † 2023)
- Antonino Tripodi, politico e giornalista italiano (Reggio Calabria, n. 1911 - Reggio Calabria, † 1988)
- Antonino Valletta, politico e medico italiano (Sant'Agapito, n. 1938 - Isernia, † 2022)
- Antonino Varvaro, politico italiano (Partinico, n. 1892 - Palermo, † 1972)
- Antonino Zaniboni, politico italiano (Sailetto di Suzzara, n. 1945 - Suzzara, † 2014)
- Antonino di Prampero, politico e militare italiano (Udine, n. 1836 - Roma, † 1920)

## Poliziotti(8)
- Antonino Agostino, poliziotto italiano (Palermo, n. 1961 - Villagrazia di Carini, † 1989)
- Antonino Burrafato, poliziotto italiano (Nicosia, n. 1933 - Termini Imerese, † 1982)
- Ninni Cassarà, poliziotto italiano (Palermo, n. 1947 - Palermo, † 1985)
- Antonino Casu, carabiniere italiano (Mores, n. 1930 - Genova, † 1980)
- Antonino D'Angelo, poliziotto italiano (Messina, n. 1955 - Messina, † 1980)
- Antonino Fava, carabiniere italiano (Taurianova, n. 1957 - Scilla, † 1994)
- Antonino Lombardo, carabiniere italiano (Mistretta, n. 1946 - Palermo, † 1995)
- Antonino Marino, carabiniere italiano (San Lorenzo, n. 1957 - Bovalino, † 1990)

## Presbiteri(3)
- Antonino Barcellona, presbitero e teologo italiano (Palermo, n. 1726 - Palermo, † 1805)
- Antonino Cannavò, presbitero, pittore e letterato italiano (Casalvecchio Siculo, n. 1680 - Casalvecchio Siculo, † 1763)
- Antonino Denisi, presbitero e giornalista italiano (Reggio Calabria, n. 1931)

## Registi(1)
- Toni Trupia, regista e sceneggiatore italiano (Agrigento, n. 1979)

## Religiosi(5)
- Antonino Amico, religioso e storico italiano (Messina, n. 1586 - Palermo, † 1641)
- Antonino di Pamiers, religioso franco (Pamiers - Pamiers)
- Antonino Calvo y Calvo, religioso spagnolo (Gumiel de Mercado, n. 1912 - Barbastro, † 1936)
- Antonino Cimbalo, religioso italiano
- Antonino Pisano, religioso italiano (Cagliari, n. 1907 - Cagliari, † 1927)

## Santi(1)
- Antonino di Apamea, santo romano (Siria - Siria)

## Scrittori(7)
- Antonino Abate, scrittore e politico italiano (Catania, n. 1825 - Catania, † 1888)
- Antonino Arconte, scrittore, ex militare e agente segreto italiano (Oristano, n. 1954)
- Antonino Bertolotti, scrittore, archivista e storico dell'arte italiano (Lombardore, n. 1834 - Mantova, † 1893)
- Antonino Foschini, scrittore italiano (Penne, n. 1898 - † 1948)
- Antonino Liberale, scrittore e grammatico greco antico
- Antonino Mura Ena, scrittore, poeta e pedagogista italiano (Bono, n. 1908 - Roma, † 1994)
- Antonio Tabucchi, scrittore, critico letterario e traduttore italiano (Pisa, n. 1943 - Lisbona, † 2012)

## Scultori(2)
- Antonino Berrettaro, scultore italiano
- Antonino Gaggini, scultore italiano (Messina - Palermo, † 1574)

## Sollevatori(1)
- Antonino Pizzolato, sollevatore italiano (Castelvetrano, n. 1996)

## Storici(3)
- Antonino Basile, storico, etnografo e scrittore italiano (Palmi, n. 1908 - Palmi, † 1973)
- Antonino De Francesco, storico italiano (Milano, n. 1954)
- Antonino Tripepi, storico italiano (Reggio Calabria, n. 1868 - Reggio Calabria, † 1948)

## Taekwondoka(1)
- Antonino Bossolo, taekwondoka italiano (Casteldaccia, n. 1995)

## Teologi(3)
- Antonino Diana, teologo italiano (Palermo, n. 1586 - Roma, † 1663)
- Antonino Pierozzi, teologo, arcivescovo cattolico e letterato italiano (Firenze, n. 1389 - Montughi, † 1459)
- Antonino Valsecchi, teologo, predicatore e religioso italiano (Verona, n. 1708 - Padova, † 1791)

## Teorici dell'architettura(1)
- Antonino Saggio, teorico dell'architettura e storico dell'architettura italiano (Roma, n. 1955)

## Tiratori a volo(1)
- Antonino Barillà, tiratore a volo italiano (Reggio Calabria, n. 1987)

## Vescovi(1)
- Antonino, vescovo italiano († 741)

## Vescovi cattolici(9)
- Antonino Serafino Camarda, vescovo cattolico italiano (Messina, n. 1674 - Rieti, † 1754)
- Antonino Catarella, vescovo cattolico italiano (Cammarata, n. 1889 - Cammarata, † 1972)
- Antonino Fantosati, vescovo cattolico e missionario italiano (Trevi, n. 1842 - Hengyang, † 1900)
- Antonino Faà di Bruno, vescovo cattolico italiano (Alessandria, n. 1762 - Asti, † 1829)
- Antonino Migliore, vescovo cattolico italiano (Serradifalco, n. 1946)
- Antonino Morana, vescovo cattolico italiano (Modica, n. 1824 - Noto, † 1879)
- Antonino Orrù, vescovo cattolico italiano (Sinnai, n. 1928 - Cagliari, † 2022)
- Antonino Raspanti, vescovo cattolico italiano (Alcamo, n. 1959)
- Antonino Maria Stromillo, vescovo cattolico italiano (Gorga Cilento, n. 1786 - Caltanissetta, † 1858)

## Wrestler(1)
- Antonino Rocca, wrestler italiano (Treviso, n. 1927 - New York, † 1977)

## Senza attività specificata(1)
- Antonino Pagliaro, iranista, glottologo e filosofo italiano (Mistretta, n. 1898 - Mistretta, † 1973)